# Wrightia hanleyi
Wrightia hanleyi là một loài thực vật có hoa trong họ La bố ma. Loài này được Elmer miêu tả khoa học đầu tiên năm 1912.